# Wiesneria schweinfurthii
Wiesneria schweinfurthii là một loài thực vật có hoa trong họ Alismataceae. Loài này được Hook.f. miêu tả khoa học đầu tiên năm 1883.